# Il potere della stampa
Il potere della stampa (The Power of the Press) è un film muto del 1928 diretto da Frank Capra.
Nel 2005 è stato scelto per la conservazione nel National Film Registry della Biblioteca del Congresso degli Stati Uniti.